# Ringer-Weltmeisterschaften 1986
Die Ringer-Weltmeisterschaften 1986 fanden vom 19. bis zum 26. Oktober 1986 in Budapest statt. Es wurde sowohl im griechisch-römischen als auch im freien Stil gerungen. Die Ringer wurden in jeweils zehn Gewichtsklassen unterteilt. Neben den Wettbewerben für Männer wurde ein Demonstrationsturnier für Frauen ausgetragen. Der Versuch führte zur Einführung der Frauenweltmeisterschaften ein Jahr später.

## Griechisch-römisch
Die Wettkämpfe im griechisch-römischen Stil fanden vom 23. bis zum 26. Oktober 1986 statt. In dem Finale der Klasse -82 kg wurden Bogdan Daras aus Polen und Tibor Komáromi aus Ungarn nach 4:58 Minuten Kampfzeit disqualifiziert, da beiden keine Wertung gelang. Beide erhielten zunächst Silber. 1987 revidierte die FILA diese Entscheidung, worauf beide Ringer zu Weltmeistern erklärt wurden.

### Medaillengewinner
| Klasse  | Gold                        | Silber               | Bronze                          |
| ------- | --------------------------- | -------------------- | ------------------------------- |
| -48 kg  | Məhəddin Allahverdiyev      | Bratan Zenow         | Reinaldo Jiménez                |
| -52 kg  | Sergei Djudjajew            | Jon Rønningen        | Atsuji Miyahara                 |
| -57 kg  | Emil Iwanow                 | Timerschan Kalimulin | Haralambos Holidis              |
| -62 kg  | Kamandar Madschydau         | Bogusław Klozik      | Schiwko Wangelow Atanassow      |
| -68 kg  | Lewon Dschulfalakjan        | Tapio Sipilä         | Claudio Passarelli              |
| -74 kg  | Michail Mamiaschwili        | Mirko Jahn           | Dobri Marinow                   |
| -82 kg  | Bogdan Daras Tibor Komáromi |                      | Magnus Fredriksson Sorin Herțea |
| -90 kg  | Andrzej Malina              | Atanas Komtschew     | Jindřich Durčák                 |
| -100 kg | Tamás Gáspár                | Vasile Andrei        | Anatol Fedarenka                |
| -130 kg | Tomas Johansson             | Wladimir Grigorjew   | László Klauz                    |

### Medaillenspiegel
| Rang | Land                            | Gold | Silber | Bronze |
| ---- | ------------------------------- | ---- | ------ | ------ |
| 1    | Sowjetunion                     | 5    | 2      | 1      |
| 2    | Polen                           | 2    | 1      | 0      |
| 3    | Ungarn                          | 2    | 0      | 1      |
| 4    | Bulgarien                       | 1    | 2      | 2      |
| 5    | Schweden                        | 1    | 0      | 1      |
| 6    | Rumänien                        | 0    | 1      | 1      |
| 7    | Deutsche Demokratische Republik | 0    | 1      | 0      |
|      | Finnland                        | 0    | 1      | 0      |
|      | Norwegen                        | 0    | 1      | 0      |
| 10   | BR Deutschland                  | 0    | 0      | 1      |
|      | Griechenland                    | 0    | 0      | 1      |
|      | Japan                           | 0    | 0      | 1      |
|      | Kuba                            | 0    | 0      | 1      |
|      | Tschechoslowakei                | 0    | 0      | 1      |

## Freistil
Die Wettkämpfe im Freistil fanden vom 19. bis zum 22. Oktober 1986 statt. Von den sowjetischen Ringern, die an den Start gegangen waren, verpasste lediglich Wladimir Togusow als Sechstplatzierter in der Gewichtsklasse -52 kg einen Medaillenrang.

### Medaillengewinner
| Klasse  | Gold                | Silber                 | Bronze            |
| ------- | ------------------- | ---------------------- | ----------------- |
| -48 kg  | Li Jae-sik          | László Bíró            | Michail Kuschnir  |
| -52 kg  | Kim Yong-sik        | Mitsuru Satō           | Walentin Jordanow |
| -57 kg  | Sergei Beloglasow   | Georgi Kaltschew       | Barry Davis       |
| -62 kg  | Tschasar Issajew    | Joe McFarland          | Awirmediin Enchee |
| -68 kg  | Arsen Fadsajew      | Andre Metzger          | Simeon Schterew   |
| -74 kg  | Raúl Cascaret       | Adlan Warajew          | David Schultz     |
| -82 kg  | Wladimer Modossiani | Alexandar Nanew        | Jozef Lohyňa      |
| -90 kg  | Macharbek Chadarzew | Torsten Wagner         | James Scherr      |
| -100 kg | Aslan Chadarzew     | William Scherr         | Georgi Jantschew  |
| -130 kg | Bruce Baumgartner   | Dawit Gobedschischwili | Andreas Schröder  |

### Medaillenspiegel
| Rang | Land                            | Gold | Silber | Bronze |
| ---- | ------------------------------- | ---- | ------ | ------ |
| 1    | Sowjetunion                     | 6    | 2      | 1      |
| 2    | Nordkorea                       | 2    | 0      | 0      |
| 3    | Vereinigte Staaten              | 1    | 3      | 3      |
| 4    | Kuba                            | 1    | 0      | 0      |
| 5    | Bulgarien                       | 0    | 2      | 3      |
| 6    | Deutsche Demokratische Republik | 0    | 1      | 1      |
| 7    | Japan                           | 0    | 1      | 0      |
|      | Ungarn                          | 0    | 1      | 0      |
| 9    | Mongolei                        | 0    | 0      | 1      |
|      | Tschechoslowakei                | 0    | 0      | 1      |